# 祢姓
禰姓，為漢族姓氏，屬於罕見姓氏。

## 來源
根據《姓氏考略》解釋，認為所謂「禰」原指祭祀先父的宗廟，認為這是以父為氏。何休解釋《公羊傳》說：「生稱父，死稱考，入廟稱禰。」
另外《唐書》紀載百濟有禰姓

## 名人
- 禰衡：東漢末年名士。以辱罵曹操聞名於史，後遭黃祖殺害。

## 延伸阅读
[在维基数据编辑]
 《欽定古今圖書集成·明倫彙編·氏族典·禰姓部》，出自陈梦雷《古今圖書集成》